# Oberonia disticha
Espèce
Synonymes
- Cymbidium equitans Thouars[1]
- Epidendrum distichum Lam.[1]
- Iridorchis equitans (Thouars) Kuntze[1]
- Iridorkis equitans Kuntze[1]
- Malaxis brevifolia (Lindl.) Rchb.f.[1]
- Oberonia brevifolia Lindl.[1]
- Oberonia equitans (Kuntze) Schltr.[1]
- Pleurothallis disticha (Lam.) A.Rich.[1]

Oberonia disticha est une espèce de plantes de la famille des Orchidées et du genre Oberonia, présente dans plusieurs pays d'Afrique tropicale.